# 小菅駅

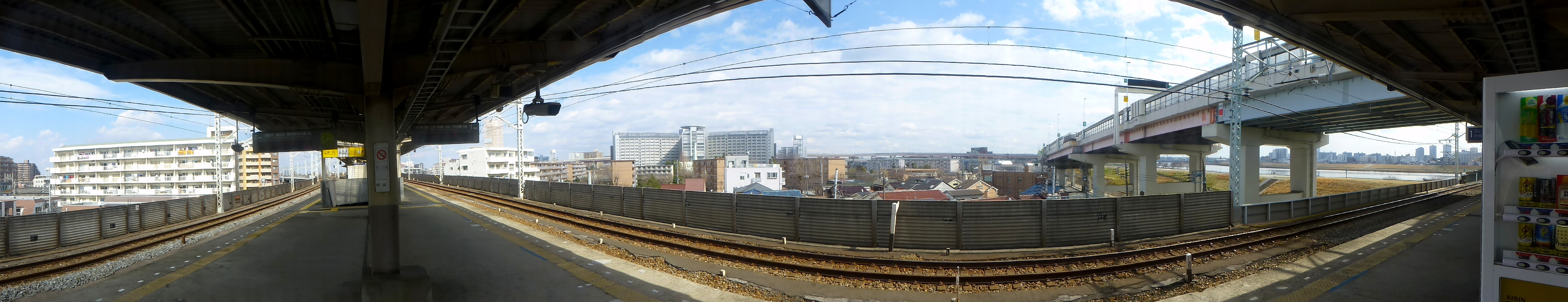
ホーム（2014年3月）

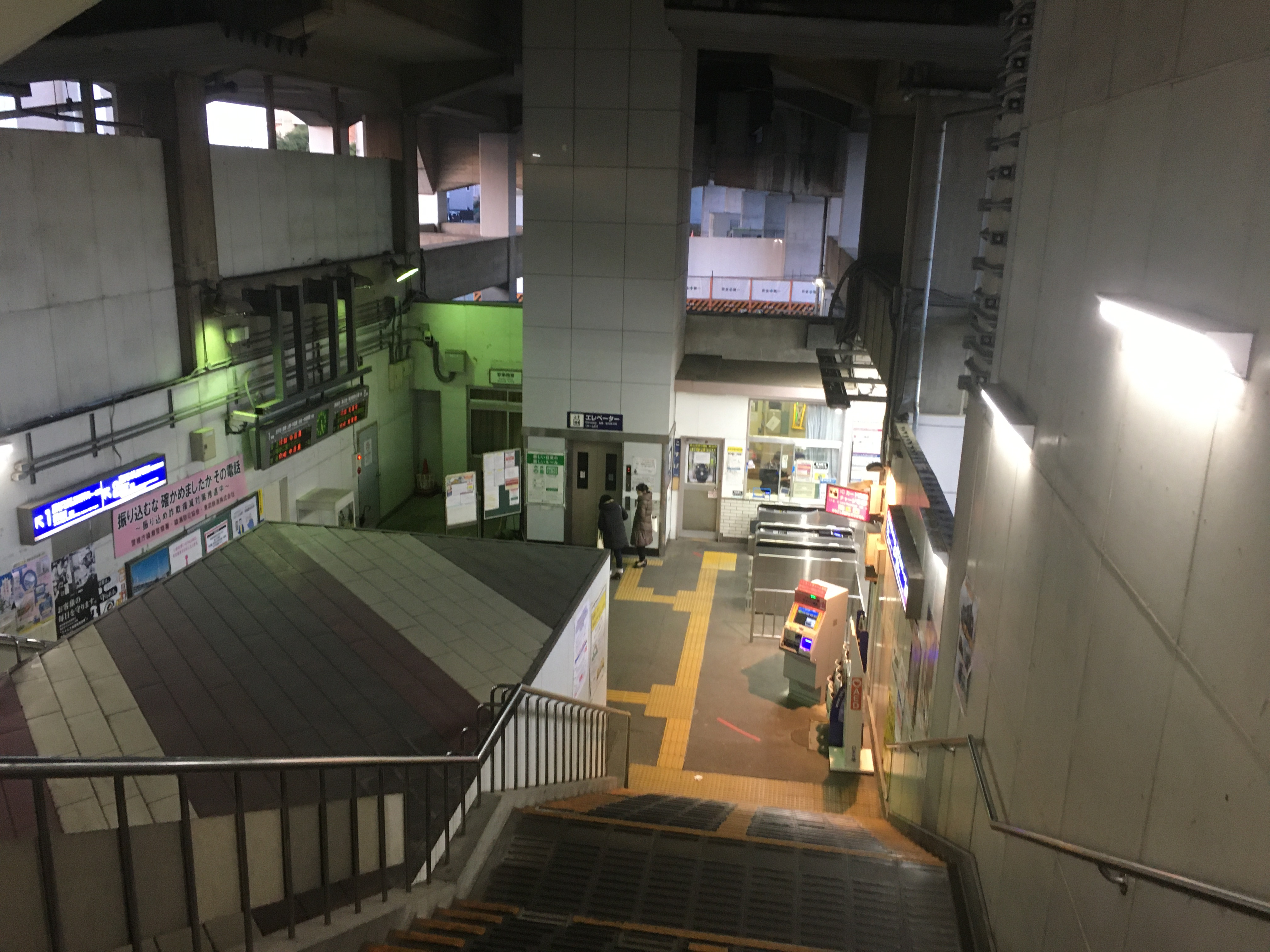
改札口（2021年2月）

小菅駅（こすげえき）は、東京都足立区足立二丁目にある、東武鉄道伊勢崎線の駅である。「東武スカイツリーライン」の愛称区間に含まれている。駅番号はTS 10。

## 年表
- 1924年（大正13年）10月1日：開設[1][2]。
- 1945年（昭和20年）7月31日：営業休止[2]。
- 1950年（昭和25年）11月15日：復活開設[3][2]。
- 2012年（平成24年）3月17日：TS 10の駅番号が設定[4]。
- 2015年（平成27年）2月下旬：ホーム北千住寄りに待合室新設。
- 2024年（令和6年）12月8日：ホームドア使用開始[5]。

## 駅構造
島式ホーム1面2線を有する高架駅。緩行線にのみホームがあり、緩行線外側を急行線が走る。ホームと改札口間を連絡するエレベーターが設置されている。
トイレは1F改札口内にあり、ユニバーサルデザインの一環として多機能トイレも設置されている。
また、2015年（平成27年）2月下旬には北千住寄りに待合室が新設された。
複々線化前は、築堤上に相対式ホーム2面2線を有していた。

### のりば
| 番線 | 路線                   | 方向 | 行先                                                               |
| ---- | ---------------------- | ---- | ------------------------------------------------------------------ |
| 1    | 東武スカイツリーライン | 上り | 北千住・とうきょうスカイツリー・浅草・ 日比谷線 中目黒方面         |
| 2    | 東武スカイツリーライン | 下り | 西新井・竹ノ塚・北越谷・北春日部・東武動物公園・ 日光線 南栗橋方面 |

- 上記の路線名は旅客案内上の名称（「東武スカイツリーライン」は愛称）で表記している。
- 2020年（令和2年）6月6日ダイヤ改正より、当駅に発着する列車は一部を除き全て日比谷線直通となったため、浅草駅方面への行き来をする場合は必ず北千住駅で乗り換える必要がある。

## 利用状況
2024年度（令和6年度）の1日平均乗降人員は6,261人である。
各年の1日平均乗降・乗車人員の推移は以下の通り。

### 昭和
| 年度               | 1日平均 乗車人員 |
| ------------------ | ---------------- |
| 1974年（昭和49年） | 3,526            |
| 1975年（昭和50年） | 3,545            |
| 1976年（昭和51年） | 3,518            |
| 1977年（昭和52年） | 3,382            |
| 1978年（昭和53年） | 3,166            |
| 1979年（昭和54年） | 2,980            |
| 1980年（昭和55年） | 2,926            |
| 1981年（昭和56年） | 2,969            |
| 1982年（昭和57年） | 2,943            |
| 1983年（昭和58年） | 2,888            |
| 1984年（昭和59年） | 2,864            |
| 1985年（昭和60年） | 2,880            |
| 1986年（昭和61年） | 2,919            |
| 1987年（昭和62年） | 2,968            |
| 1988年（昭和63年） | 3,061            |

### 平成
| 年度               | 1日平均 乗降人員 | 1日平均 乗車人員 | 出典                   |
| ------------------ | ---------------- | ---------------- | ---------------------- |
| 1989年（平成元年） |                  | 3,098            | [ 足立 1 ]             |
| 1990年（平成02年） |                  | 3,039            | [ 足立 1 ]             |
| 1991年（平成03年） |                  | 3,069            | [ 足立 1 ]             |
| 1992年（平成04年） |                  | 3,062            | [ 足立 1 ]             |
| 1993年（平成05年） |                  | 3,004            | [ 足立 1 ]             |
| 1994年（平成06年） |                  | 2,900            | [ 足立 1 ]             |
| 1995年（平成07年） |                  | 2,887            | [ 足立 1 ]             |
| 1996年（平成08年） |                  | 2,893            | [ 足立 1 ]             |
| 1997年（平成09年） |                  | 2,902            | [ 足立 1 ]             |
| 1998年（平成10年） | 5,611            | 2,947            | [ 足立 1 ]             |
| 1999年（平成11年） | 5,541            | 2,918            | [ 足立 1 ]             |
| 2000年（平成12年） | 5,331            | 2,787            | [ 足立 1 ]             |
| 2001年（平成13年） | 5,529            | 2,904            | [ 東武 2 ] [ 足立 1 ]  |
| 2002年（平成14年） | 5,530            | 2,909            | [ 東武 3 ] [ 足立 1 ]  |
| 2003年（平成15年） | 5,519            | 2,886            | [ 東武 4 ] [ 足立 1 ]  |
| 2004年（平成16年） | 5,501            | 2,855            | [ 東武 5 ] [ 足立 1 ]  |
| 2005年（平成17年） | 5,612            | 2,927            | [ 東武 6 ] [ 足立 1 ]  |
| 2006年（平成18年） | 5,552            | 2,886            | [ 東武 7 ] [ 足立 1 ]  |
| 2007年（平成19年） | 5,455            | 2,834            | [ 東武 8 ] [ 足立 1 ]  |
| 2008年（平成20年） | 5,626            | 2,892            | [ 東武 9 ] [ 足立 1 ]  |
| 2009年（平成21年） | 5,689            | 2,928            | [ 東武 10 ] [ 足立 1 ] |
| 2010年（平成22年） | 5,496            | 2,814            | [ 東武 11 ] [ 足立 1 ] |
| 2011年（平成23年） | 5,367            | 2,751            | [ 東武 12 ] [ 足立 1 ] |
| 2012年（平成24年） | 5,558            | 2,829            | [ 東武 13 ] [ 足立 3 ] |
| 2013年（平成25年） | 5,531            | 2,819            | [ 東武 14 ] [ 足立 4 ] |
| 2014年（平成26年） | 5,604            | 2,849            | [ 東武 15 ] [ 足立 5 ] |
| 2015年（平成27年） | 5,677            | 2,883            | [ 東武 16 ] [ 足立 6 ] |
| 2016年（平成28年） | 5,651            | 2,878            | [ 東武 17 ] [ 足立 7 ] |
| 2017年（平成29年） | 5,830            | 2,962            | [ 東武 18 ] [ 足立 8 ] |
| 2018年（平成30年） | 6,003            | 3,049            | [ 東武 19 ] [ 足立 9 ] |

### 令和
| 年度               | 1日平均 乗降人員 | 1日平均 乗車人員 | 出典                    |
| ------------------ | ---------------- | ---------------- | ----------------------- |
| 2019年（令和元年） | 6,177            | 3,140            | [ 東武 21 ] [ 足立 10 ] |
| 2020年（令和02年） | 5,152            | 2,626            | [ 東武 22 ] [ 足立 11 ] |
| 2021年（令和03年） | 5,489            | 2,799            | [ 東武 23 ]             |
| 2022年（令和04年） | 5,805            | 2,963            | [ 東武 24 ]             |
| 2023年（令和05年） | 5,956            | 3,032            | [ 東武 25 ]             |
| 2024年（令和06年） | 6,261            | 3,182            | [ 東武 1 ]              |

## 駅周辺
- 荒川
- 東京拘置所[10]
- 平和橋通り
- 東京都下水道局小菅水再生センター
- 首都高速中央環状線
  - 千住新橋出入口
  - 小菅出入口
- 足立三郵便局
- 葛飾小菅郵便局

当駅付近では、東武スカイツリーラインと東京メトロ千代田線・常磐線・つくばエクスプレスとの線路が交差している。

## バス路線
最寄りのバス停は地域乗合ワゴン「さくら」の「東武線小菅駅」である。日立自動車交通により運行されている。

## その他
当駅近傍に足立区と葛飾区の区境があり、駅名の由来である小菅は葛飾区側の地名である。

## 隣の駅
東武鉄道
 東武スカイツリーライン
■急行・■区間急行・■準急・■区間準急
通過
■普通
北千住駅 (TS 09) - 小菅駅 (TS 10) - 五反野駅 (TS 11)